# 난바 도모코

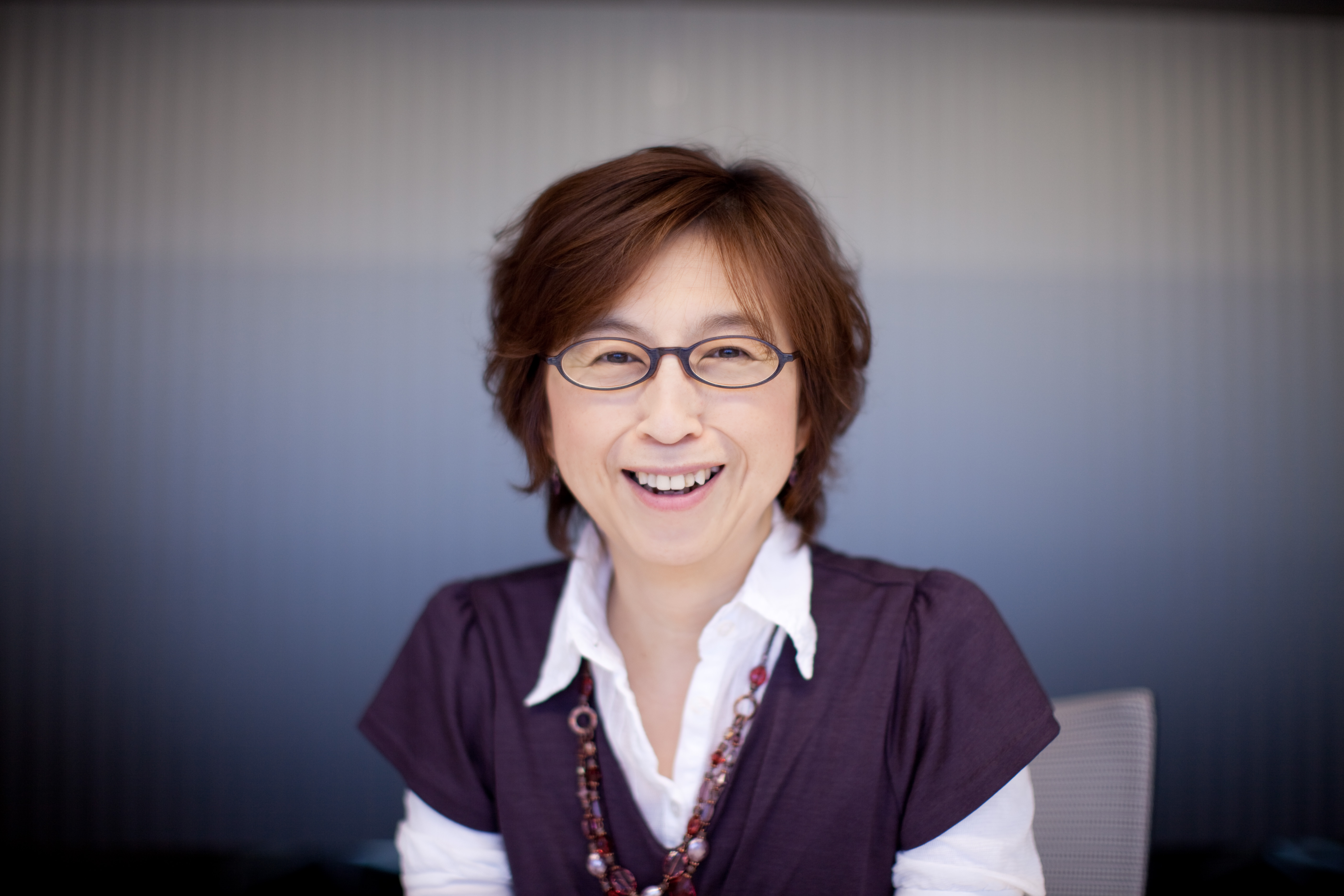
난바 도모코

난바 도모코(일본어: 南場 智子, 1962년 4월 21일 ~ )는 일본의 기업인이며 주식회사 DeNA 창업자·이사, 일본 프로 야구 구단 요코하마 DeNA 베이스타스의 구단주이다.
DeNA를 창업하여 일본 최대 모바일 콘텐츠 기업으로 키웠다. 포브스가 선정한 일본 최고 부자 랭킹에서 47위에 올랐다.

## 생애
5자매 중 막내로 태어났다. 일본 가부장의 전형이던 아버지의 속박은, 이를 벗어나 스스로의 인생을 개척하는 계기가 되었다. 기숙사 생활을 하는 여대를 전제로 도쿄 유학을 허락받아 쓰다주쿠 대학에서 영문학을 전공했다. 일본 맥킨지 컨설턴트로 사회 생활을 시작, 하버드 대학교 MBA를 거쳐 34세 때인 1996년에 맥킨지 파트너가 되었으나, 1999년 회사를 그만두고 DeNA를 창업했다. 2015년 1월 일본 프로 야구 요코하마 DeNA 베이스타스의 구단주로 취임하여 일본 프로 야구 역사상 첫 번째의 여성 구단주로 기록되었다.

## 학력
- 현립 니가타 고등학교 졸업
- 쓰다주쿠 대학 영문학과 졸업

## 주요 경력
- 1986년: 맥킨지 & 컴퍼니 재팬 입사
- 1988년: 하버드 비즈니스스쿨 입학
- 1990년: 하버드 MBA 취득
- 1996년: 맥킨지 파트너(임원)
- 1999년: 주식회사 DeNA 설립, 대표이사
- 2003년: 일본 내각 IT전략본부 위원
- 2004년: 규제개혁·민간개방추진회 위원
- 2011년: 남편 간병을 위해 DeNA 대표이사 CEO 퇴임, 현재 대표권 없는 이사
- 2015년: 일본 프로 야구 요코하마 DeNA 베이스타스 구단주

## 저서
- 난바 도모코 (2013년 6월 11일). 《不格好経営―チームDeNAの挑戦》 [볼품없는 경영 - 팀DeNA의 도전]. 니혼케이자이 신문. ISBN 978-4532318956.